# Mont Pourri
Le mont Pourri (3 779 m) est un sommet situé dans la Vanoise, dans la partie septentrionale du massif, à la limite des territoires des communes de Peisey-Nancroix et de Villaroger.

## Toponymie
L'origine toponymique de ce nom n'est pas clairement établie. Après s'être nommé successivement mont Tourné ou mont Thuria, l'appellation définitive de mont Pourri se serait établie au XIXe siècle après qu'un montagnard du nom de Pury, Pourrit ou Purry l'eut gravi et aurait voulu lui donner son nom, plus tard mal retranscrit en « mont Pourri ».

## Histoire

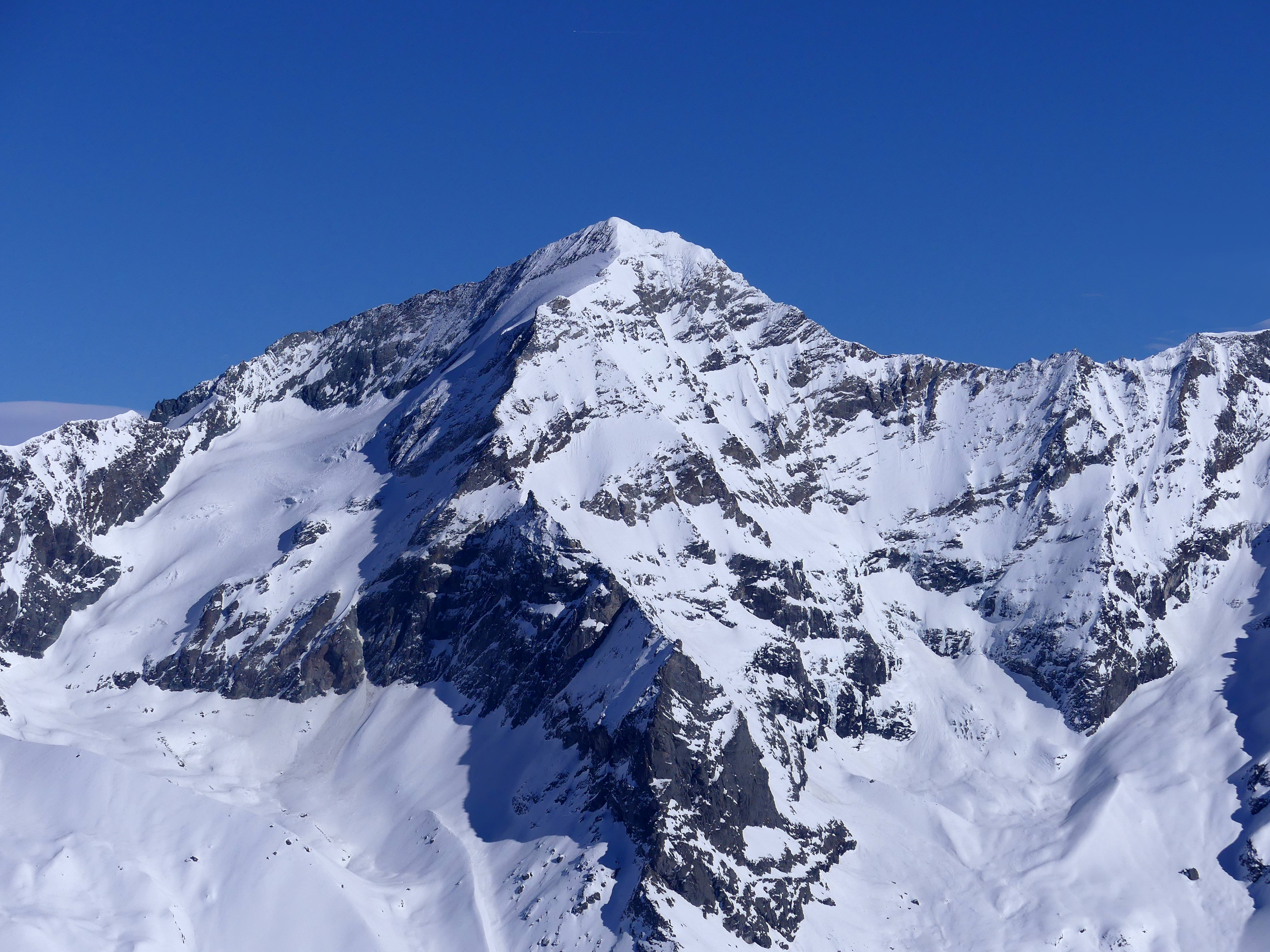
Mont Pourri (face ouest) depuis Bellecôte en hiver.

Le mont Pourri se dresse en face du col du Petit-Saint-Bernard qui fut longtemps l’un des cols les plus parcourus de Savoie. Il n’apparaît sur les cartes qu’au XVIIIe siècle. En 1751, John Turberville Needham évalue l'altitude du mont Tourné, qu'il mesure à 1 746 toises (3 403 m).
C'est William Mathews qui sera à l'origine de sa première ascension. Après l'avoir étudié depuis la Grande Sassière puis depuis la Grande Casse en 1860, il retourne en Savoie avec F.W. Jacomb et les guides chamoniards Jean-Baptiste et Michel Croz l'année suivante. Ils font alors l'ascension de la Tête du Ruitor d'où ils ont un beau panorama sur le mont Pourri.
Ils essayent tout d'abord de faire l'ascension par le lac de Tignes mais arrivent au dôme de la Sache, 2 km trop au sud. Ils décident alors de tenter l'ascension en partant par Peisey. L'expédition se décourage et seuls William Mathews et Michel Croz décident de continuer. Ils font ensemble l'ascension du dôme de Polset d'où ils observent attentivement la face qui se dresse au-dessus de Peisey.
Mathews se rend à Londres et demande à Croz d'aller voir s'il est possible d'accéder au sommet par le vallon de Peisey. Croz dort à proximité du col de la Chal, et part à 4 h du matin pour le sommet. Après « un trajet bien difficile », il arrive au sommet à midi, le 4 octobre 1861. Le trajet qu'il fit est donc Grand Col, le col des Roches, le haut du Glacier du Geay, l'Épaule et la crête Ouest puis le sommet.
W. Mathews revient l'année suivante pour faire le sommet, accompagné de Jean-Baptiste et Michel Croz, ainsi que du géologue et révérend T.G. Bonney. Une fois arrivé, il constate avec ses appareils que la Grande Casse est le point culminant des sommets environnants. Il attribue au Mont Pourri une altitude de 3 797 m, ce qui est remarquable de précision pour l'époque.
L'ascension suivante fut faite six ans plus tard. Le 26 juin 1868, Horace Walker, accompagné des guides suisses Melchior Anderegg et Johann Jaun, parvint au sommet en passant par un nouvel itinéraire : par le mont Turia et l'arête nord.
La première grande variante d'ascension revient à Joseph Poccard, montagnard du coin. En 1873, il trouve un itinéraire dans la face sud. Il effectue alors la quatrième ascension. L'itinéraire s'élève dans des vires herbeuses pour arriver à l'épaule puis au sommet. Cet itinéraire devint classique et fut appelé la brêche Poccard. Il est aujourd'hui abandonné car trop exposé aux chutes de pierres.

## Itinéraires actuels

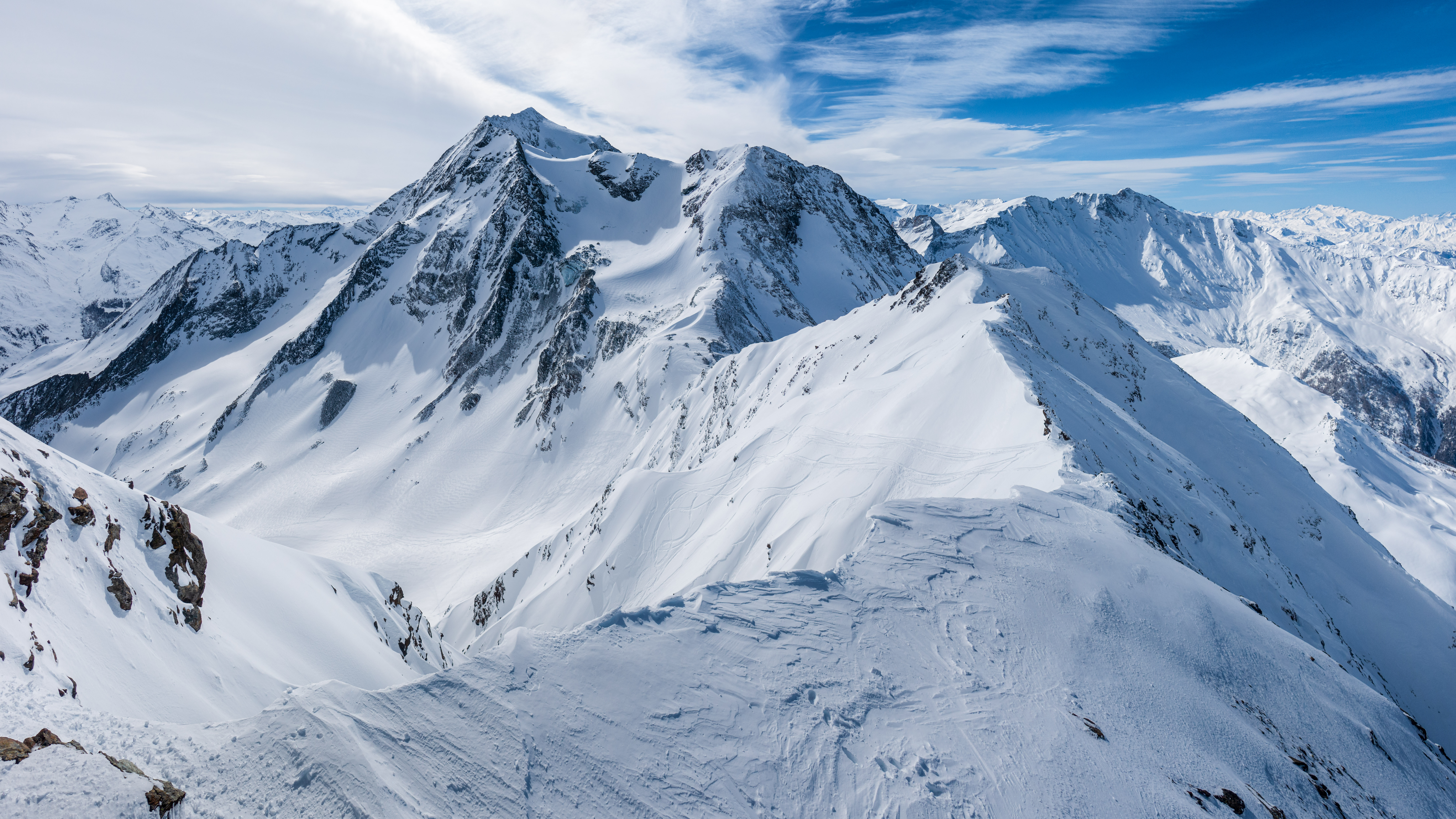
Vue du mont Pourri depuis l'aiguille Rouge en hiver.

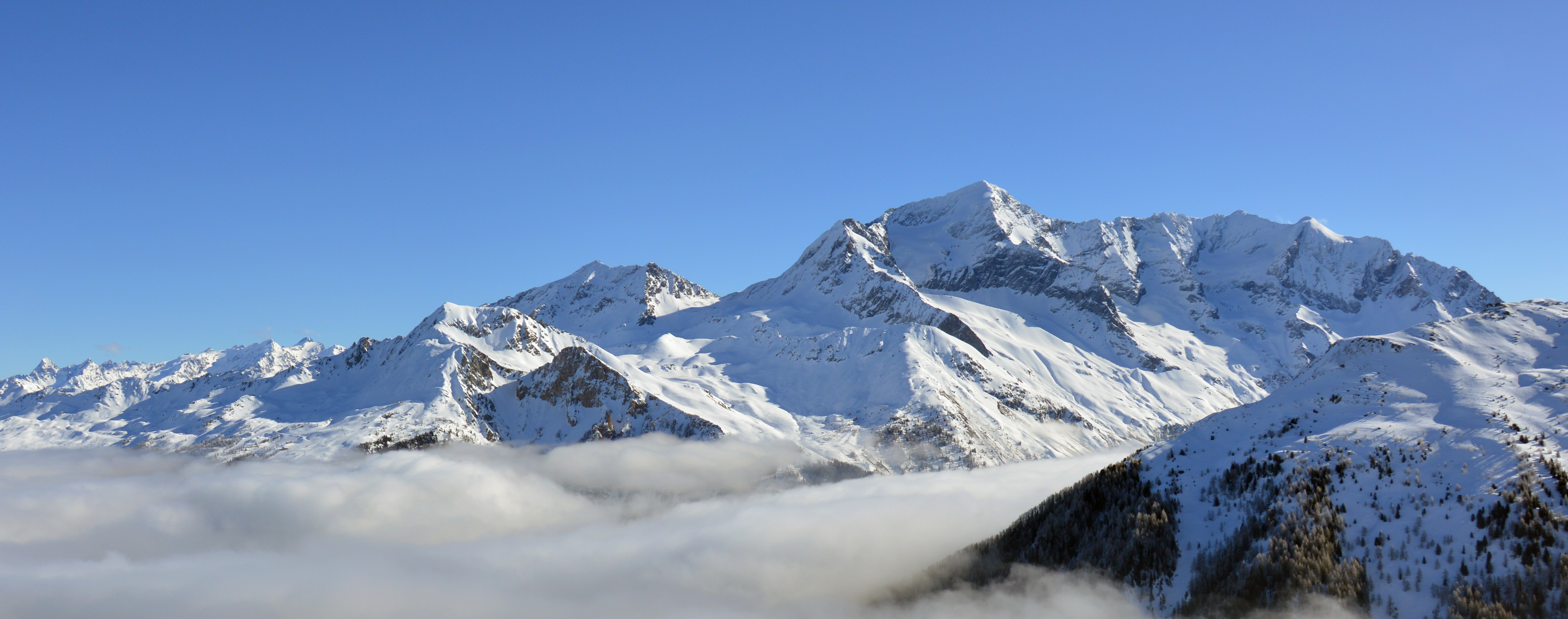
Vue du chaînon du mont Pourri depuis La Plagne.

Sommet majeur de la Vanoise, le mont Pourri possède plusieurs voies d'ascensions :
- la voie normale par le glacier du Geay (actuellement la plus parcourue) ;
- la voie normale depuis le Grand col et passant par le col des roches (voie historique) ;
- l'arête nord via le mont Turia ;
- l'arête sud via le dôme de la Sache ;
- des voies rocheuses (généralement de niveau TD) en face sud ;
- deux itinéraires de ski de pente raide en face Sud, ouverts par Pierre Tardivel.

Il est également possible de réaliser le tour du Mont-Pourri. Cette randonnée itinérante s'étend sur 4 à 5 jours. L'itinéraire passe notamment par le col de la Sachette, le refuge de La Martin, le refuge de Turia et le refuge du Mont-Pourri.

## Montagnes environnantes
- Mont Turia
- Aiguille du Saint-Esprit
- Aiguille Rouge
- Dôme de la Sache
- Dôme des Platières